# Passningsjonglering
Passningsjonglering är när två eller flera jonglörer kastar objekt till varandra. Det är vanligast att passa käglor men många gör sina första försöka att lära sig passning med bollar. När man väl har lärt sig är dock käglor och ringar de vanligaste objekttyperna.
Variationsmöjligheterna inom passningsjonglering är mycket stora i och med att antal jonglörer och dess placering kan ändra liksom även antalet objekt som används samt den takt passningen sker i. Dessutom kan man ha rörliga jongleringsmönster där jonglörerna flyttar sig inbördes.

## Takt

### Jämna takter
Passningens grundmönster brukar beskrivas genom att ange den takt som man passar i. Den generella nybörjartakten anses vara fyrtakt. Det innebär att var fjärde kast är en passning. Oftast börjar man med att lära sig passa fyrtakt med högerhanden. Det kommer alltså bara att vara högerhanden som kastar passningar i fyrtakt, precis som grunden i varje jämn takt. Även om fyrtakt är den mest kända nybörjartakten så är ofta sextakt en enklare takt att lära sig först. Precis som det verkar så är då var sjätte kast en passning. Som en minnesregel kan man då tänka på att det är samma objekt som ens partner passar till en som man sedan passar tillbaka, efter att man själv kastat över den till andra handen. Nybörjare inom passning kan lämpligen alternera mellan att öva på fyrtakt, sextakt och tvåtakt. I tvåtakt är vartannat kast en passning.

### Ojämna takter
I ojämna takter kommer händerna att turas om att passa. Den vanligaste nybörjartakten inom udda takter är tretakt dvs valstakt. Detta kommer att innebära att man passar först med ena handen, sedan med andra. Som en minnesregel kan man tänka på att det är samma objekt som man fick passat till sig man ska passa tillbaka, utan att först kasta det till sig själv.